# BSAT-3c
BSAT-3cは、放送衛星システムおよびスカパーJSATが区分所有するBSデジタル用の放送衛星である。衛星名称は「BSAT-3c/JCSAT-110R」。BSAT-2系衛星（2011年寿命）の後継機。放送衛星システムが管制・運用する。
2010年10月28日にアリアン5ロケットにより打ち上げられた。メーカはロッキード・マーティン。

## B-SAT3c
理論上のコールサインはJO32-BS-HDTV およびJO32-BS-TV。
BSAT-3aおよび3bは8波に対し、3cは12波すべてのBS右旋円放送を同時送信できる設計となっている。